# Gloria-Kino (Buchen)

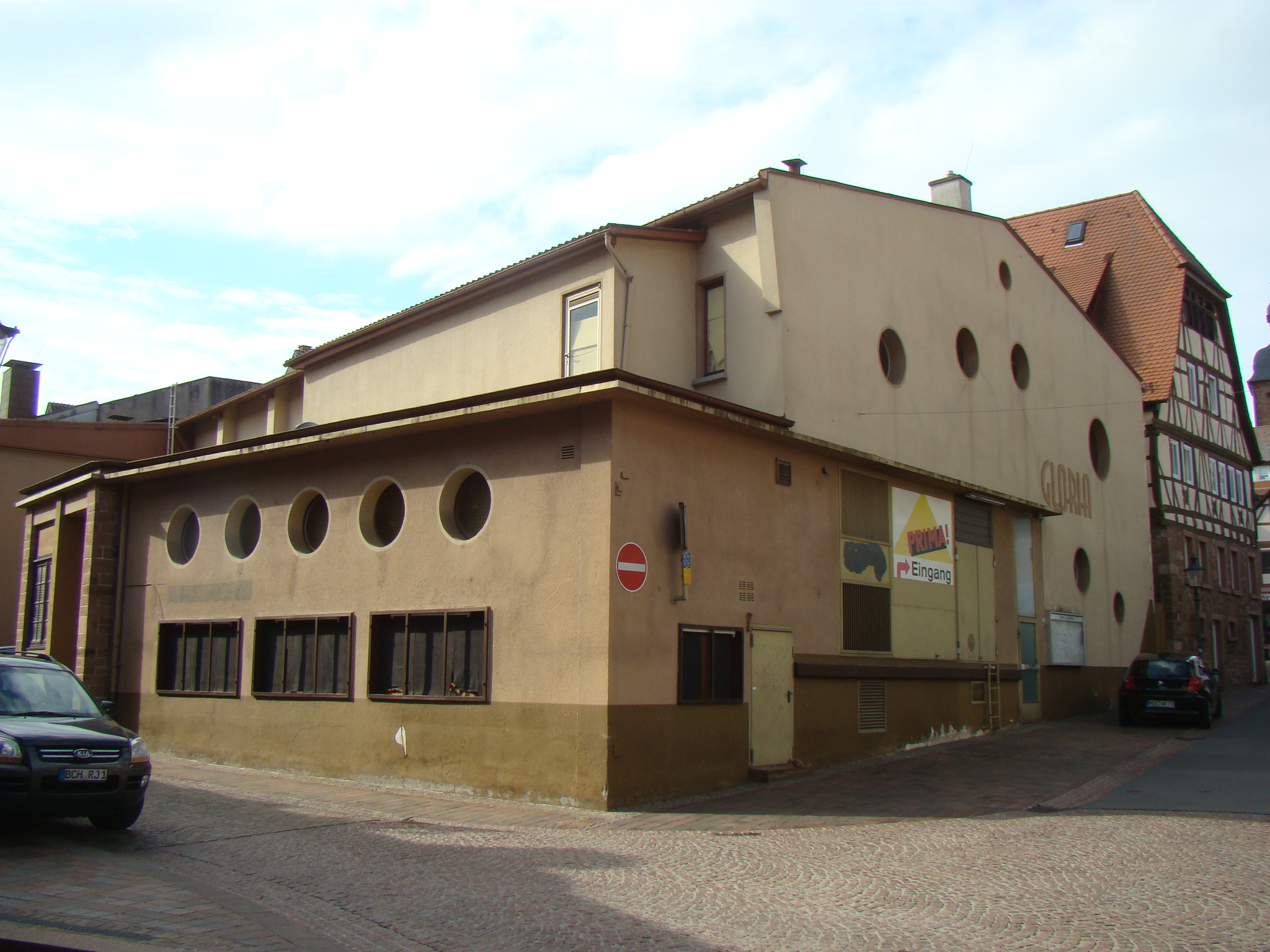
Gloria-Kino in Buchen (2015)

Das Gloria-Kino an der Kellereistraße Ecke Friedrichstraße in Buchen, einer Stadt im Neckar-Odenwald-Kreis im nördlichen Baden-Württemberg, wurde 1954 eröffnet und 2010 geschlossen.
Das Kino mit ursprünglich 500 Plätzen wurde als Odin-Filmtheater eröffnet. Im Jahr 1955 wurde das Kino auf Cinemascope umgestellt. In den 1960er Jahren fanden auf der Bühne des Kinosaals auch die Theaterauftritte der Badischen Landesbühne am Spielort Buchen statt. 1974 wurde das Gebäude umgebaut und dabei der Kinosaal auf 258 Sitzplätze reduziert und ins Obergeschoss des Gebäudes verlegt. Im Erdgeschoss wurde ein Supermarkt eingerichtet.
Nach kurzem Leerstand übernahm 1996 Alfred Speiser, der schon mehrere andere Landkinos besaß, den Kinobetrieb. Es wurde ein zweiter Saal eingerichtet und der Name in Gloria-Kino geändert.
Nach der Schließung im Jahr 2010 stand das Gebäude leer und wurde schließlich 2016 von der Stadt Buchen gekauft.